# MIRRORS (lynch.の曲)
「MIRRORS」（ミラーズ）は、lynch.のメジャー1枚目のシングルである。2011年11月9日にキングレコードから発売された。

## 収録曲

### CD
1. THE TRUTH IS INSIDE
2. MIRRORS
3. DEVI

### DVD
1. ”MIRRORS”MUSIC CLIP
2. ”MIRRORS”MUSIC CLIP DIRECTOR’S CUT

## 収録アルバム
＃2 アルバムVer.
INFERIORITY COMPLEX